# NGC 6714
NGC 6714 est une entrée du New General Catalogue qui concerne un corps céleste perdu ou inexistant dans la constellation du Dragon. Cet objet a été enregistré par l'astronome américain Lewis Swift le 27 mai 1886.